# Стад де Франс
Стад де Франс (фр. Stade de France) је фудбалски и рагби стадион у Сен Денију, Париз, Француска. Стад де Франс је национални стадион па је домаћин већине утакмица рагби и фудбалске репрезентације Француске. Са капацитетом од 81.338 то је шести највећи стадион у Европи.
На њему је играно финале Светског првенства у фудбалу 1998. године, када је Француска победила Бразил са 3:0. На Стад де Франсу је такође играно и финале Светског првенства у рагби јуниону 2007. године. Био је домаћин два финала УЕФА Лиге шампиона, 2000. и 2006. године.
Стадион такође служи и за одигравање финала домаћих куп такмичења, који укључују Куп Француске (фудбал и рагби), Лига куп Француске, као и финале првенства Француске у рагби јуниону.

## Историја
Расправа о националном стадиону у Француској настала је као резултат избора земље за домаћина Светског првенства у фудбалу 1998. 2. јула 1992. године. Као резултат селекције, земља и Француска фудбалска федерација су се обавезали да ће изградити стадион са свим седиштима капацитета 80.000+ са сваким седиштем у објекту. Био је то први пут у више од 70 година од изградње стадиона Олимпик Ив ду Маноар да се у Француској гради стадион за одређени догађај. Због величине и важности објекта, Државном савету је дозвољено да из прве руке приступи томе како ће стадион бити изграђен и плаћен. Савет је тражио да се стадион изгради што ближе главном граду Француске Паризу, а да би конструктор и оператер објекта добили значајан финансијски допринос у периоду од 30 месеци након завршетка стадиона. Дизајн стадиона водио је тим архитеката састављен од Мишела Мекарија, Ајмерика Зублене, Мишела Регембала и Клода Константинија који су били повезани са CR SCAU Architecture.
Стадион је званично био спреман за изградњу након владиног избора произвођача, Боуигуеса, Думеза и СГЕ, и потписивања грађевинских дозвола 30. априла 1995. Са само 31 месецом за завршетак стадиона, изградња је почела 2. маја 1995. године. Полагање првог камена темељца обављено је пет месеци касније, 6. септембра. После више од годину дана изградње, направљено је преко 800.000 м² земљаних радова и изливено чак 180.000 м³ бетона. Постављање крова, који је коштао 45 милиона евра, и мобилне платформе такође је трајало више од годину дана.